# 成功鎮原住民文物館
成功鎮原住民文物館於2000年在當時於台東縣成功鎮候鎮長任內興建，但因無經費而閒置。2006年暑假，經由青輔會東部青年志工中心、花蓮縣青少年公益組織、天主教善牧基金會三個非營利組織共同協助下開館，創造閒置空間再利用與地方產業發展的契機，同時推動志工團隊、阿美族頭目組織運作。
館內可以看到阿美族農耕文物、生活器具、歷史照片、成功漁港建港歷史以及「文化小鋪」地方產業等。文物館結合阿美族「頭目聚會所」的概念發展，2007年計畫興建傳統式的阿美族頭目聚會所，將部落文化與地方文物館融合。